# Tháp Naberezhnaya
Tháp Naberezhnaya (tiếng Nga: Башня на Набережной) là một tổ hợp nhà chọc trời ở Moskva, liên bang Nga. Tổ hợp này bao gồm 3 tòa nhà, tháp A cao 85 m gồm 17 tầng (hoàn thành năm 2004), tháp B cao 127 m gồm 27 tầng (hoàn thành năm 2005) và tháp C cao 268,4 m gồm 59 tầng (hoàn thành năm 2007). Sau khi hoàn thành, tháp C của tổ hợp tháp Naberezhnaya là tòa nhà cao nhất của châu Âu và cao thứ 73 trên thế giới.